# Венцек, Франциск Иванович
Франци́ск Ива́нович Ве́нцек (14 сентября 1885, Самарканд — 8 июня 1918, Самара) — один из участников борьбы за установление Советской власти в Самаре.

## Биография
Родился в Самарканде в небогатой польской семье. Родители были сосланы в Среднюю Азию за участие в выступлениях против царского режима. Под влиянием многочисленных политических ссыльных и сам занялся политикой.
С 1904 года член ВКП(б), занимался партийной работой в Самарканде, Москве, Харькове, Туле. Был одним из организаторов забастовки на оружейном и патронном заводах в Туле в июне 1915 года. Неоднократно арестовывался. После забастовки был выслан в Калугу, но сбежал в Самару.
С конца 1915 года вёл партийную работу в Самаре. Руководил большевистскими кружками на Трубочном заводе и в потребительском обществе «Самопомощь». Активно участвовал в Февральской революции 1917 года, был одним из организаторов и секретарём первого Самарского совета.
В Самаре же познакомился с большевичкой С. И. Дерябиной, впоследствии ставшей гражданской женой Венцека.
После Октябрьской революции Дерябина была назначена губернским комиссаром по делам печати, а Венцек был избран членом губисполкома, а вскоре и заместителем председателя губисполкома.
В январе 1918 года был делегатом 3-го Всероссийского съезда Советов. С 10 апреля 1918 года возглавил Ревтрибунал в Самаре.

## Гибель
В июне 1918 года при наступлении на Самару отрядов чехословацкого корпуса принимал участие в обороне города. Вместе с несколькими десятками красногвардейцев Венцек и завотделом горисполкома И. И. Штыркин держали оборону в одном из зданий города. Когда боеприпасы кончились и защитники решили сдаться Венцек и Штыркин попытались смешаться с толпой. Однако были опознаны местным лавочником Филашевым. Он же стал подстрекать толпу к расправе над пленными, конвоировавшимися чехами. Бывший губернский секретарь Карцев первым подбежал к Венцеку и ударил того камнем в лицо. Следом с булыжником на арестованных напал продавец ювелирных изделий Воронцов. За ними толпа накинулась на арестованных. Как позднее установило следствие, Штыркин был застрелен Филашевым из имевшегося у него револьвера. Кем был застрелен Венцек, установить не удалось, хотя было выяснено, что Карцев также имел при себе оружие. Осенью 1918 года Карцев был арестован, было доказано, что именно его удар стал сигналом к расправе над пленными.
Погибшие были похоронены на Всехсвятском кладбище (ныне парк имени Щорса) .

## Память
В 1926 году в Самаре в честь Франциска Ивановича была переименована одна из центральных улиц города. А на доме № 61 по этой улице была установлена мемориальная доска с пояснением её названия.

## Версии произошедшего
После распада СССР, появились различные статьи, в которых излагались иные версии гибели Венцека. Объединяло их одно, во всех этих версиях Венцек объявлялся палачом, садистом, которого растерзала толпа матерей и жён казнённых им самарцев. Однако, несмотря на работу в Ревтрибунале, Венцек не мог выносить смертные приговоры, так как смертная казнь в РСФСР в начале 1918 года была отменена.